# Джесси Вентура
Джеймс Джордж Янош (англ. James George Janos; род. 15 июля 1951 года, Миннеаполис, Миннесота, США), более известный под псевдонимом Джесси Вентура (англ. Jesse Ventura) — американский политик, актёр и бывший рестлер. Добившись известности в World Wrestling Federation (WWF), он занимал пост 38-го губернатора Миннесоты с 1999 по 2003 год. Он был избран губернатором от Партии реформ и является единственным кандидатом от этой партии, который получил крупный государственный пост.
Во время войны во Вьетнаме Вентура служил в ВМС США. После увольнения из армии он начал карьеру рестлера с 1975 по 1986 год, взяв себе имя Джесси «Тело» Вентура. Он долгое время выступал в WWF в качестве рестлера и комментатора и был введен в Зал славы WWE в 2004 году. Помимо рестлинга, Вентура продолжал актёрскую карьеру, снявшись в таких фильмах, как «Хищник» и «Бегущий человек» (оба 1987).

Вентура пришел в политику в 1991 году, когда его избрали мэром Бруклин-Парка, Миннесота, и он занимал эту должность до 1995 года. Он был кандидатом от Партии реформ на выборах губернатора штата Миннесота в 1998 году, проводя малобюджетную кампанию, в центре которой были низовые мероприятия и необычная реклама, призывающая граждан не «голосовать за политику как обычно». В результате Вентура одержал победу над кандидатами от демократов и республиканцев. На фоне внутренних боев за контроль над партией Вентура вышел из Партии реформ через год после вступления в должность и до конца своего правления работал в Партии независимости Миннесоты. С тех пор как Вентура занял государственную должность, он называет себя «государственным деятелем», а не политиком.

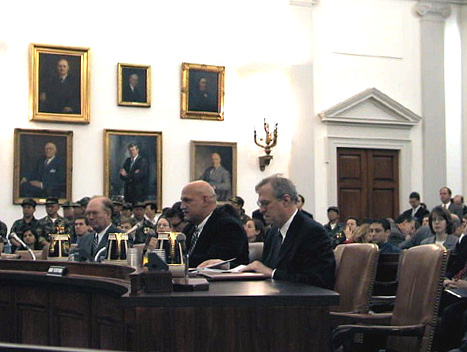
Губернатор Минессоты Дж. Вентура (в центре). Март 2000.

## Карьера в политике
Будучи губернатором, Вентура провел реформу налога на недвижимость в Миннесоте, а также первую в штате льготу по налогу с продаж. Среди других его инициатив — строительство легкорельсовой дороги METRO Blue Line в районе Миннеаполис — Сент-Пол и снижение подоходного налога. Вентура не баллотировался на перевыборы. После ухода с поста в 2003 году он стал приглашенным научным сотрудником в Школе государственного управления имени Джона Кеннеди при Гарвардском университете. С тех пор он вел ряд телевизионных шоу и написал несколько книг. Вентура остается политически активным, ведет политические шоу на RT America и Ora TV, и неоднократно выдвигал идею баллотироваться на пост президента США в качестве стороннего или независимого кандидата.
В конце апреля 2020 года Вентура поддержал Партию зеленых на президентских выборах 2020 года и проявил интерес к выдвижению своей кандидатуры. 2 мая он официально вступил в Партию зеленых Миннесоты. 7 мая он подтвердил, что не будет баллотироваться. Аляскинское отделение Партии зеленых выдвинуло Вентуру без его участия, заставив национальную партию откреститься от него за отказ от кандидатуры Хауи Хокинса.

### Оценки и критика
Российский предприниматель Виктор Бут, осуждённый в 2012 году в США на 25 лет тюрьмы за незаконную торговлю оружием и поддержку терроризма, назвал Джесси Вентуру разумным человеком в противопоставление политикам Белого дома.

## Фильмография
| Год  |   | Русское название              | Оригинальное название                                | Роль                                      |
| ---- | - | ----------------------------- | ---------------------------------------------------- | ----------------------------------------- |
| 1987 | ф | Хищник                        | Predator                                             | Блэйн Купер                               |
| 1987 | ф | Бегущий человек               | The Running Man                                      | Капитан Свобода                           |
| 1989 | ф | Гром земли                    | Thunderground                                        | Человек                                   |
| 1990 | ф | Абраксас, хранитель Вселенной | Abraxas, Guardian Of The Universe                    | Абраксас                                  |
| 1990 | ф | Рецидив                       | Repossessed                                          | играет самого себя                        |
| 1991 | ф |                               | Tagteam                                              | Бобби Янгблад                             |
| 1991 | ф | Рикошет                       | Ricochet                                             | Шевальски                                 |
| 1993 | ф |                               | Living and Working in Space: The Countdown Has Begun | DMV Testee                                |
| 1993 | ф | Разрушитель                   | Demolition Man                                       | КриоКон                                   |
| 1994 | ф | Высшая лига 2                 | Major League II                                      | камео                                     |
| 1997 | ф | Бэтмен и Робин                | Batman & Robin                                       | охранник психиатрической лечебницы Архема |
| 2002 | ф | Мастер перевоплощения         | The Master of Disguise                               | играет самого себя                        |
| 2005 | ф | Симулянт (фильм, 2005)        | The Ringer                                           | камео                                     |
| 2008 | ф |                               | Borders                                              | Конрад                                    |
| 2010 | ф |                               | Woodshop                                             | Мистер Мэдисон                            |
| 2014 | ф |                               | The Drunk                                            | губернатор Литтлтон                       |

## Титулы и достижения
- American Wrestling Association
  - Командный чемпион мира AWA (1 раз) — с Адрианом Адонисом[11]
- Cauliflower Alley Club
  - Награда Железного Майка Мазурки (1999)
- Central States Wrestling
  - Командный чемпион мира NWA (версия Центральных Штатов) (1 раз) — с Танком Паттоном[12]
- Continental Wrestling Association
  - Южный чемпион AWA в тяжёлом весе (2 раза)[13]
- Зал славы рестлинга Джорджа Трагоса/Лу Тезса
  - Премия Фрэнка Готча (2003)
- NWA Hawaii
  - Командный чемпион Гавайев NWA (1 раз) — со Стивом Стронгом[14]
- Pacific Northwest Wrestling
  - Чемпион NWA Pacific Northwest в тяжёлом весе (2 раза)[15][16]
  - Командный чемпион NWA Pacific Northwest (5 раза) — с Буллом Рамосом (2), Бадди Роузом (2) и Джерри Оутсом (1)[17]
- Pro Wrestling Illustrated
  - № 239 в топ 500 рестлеров в рейтинге PWI Years в 2003[18]
  - № 67 в топ 100 команд в рейтинге PWI Years (с Адрианом Адонисом) в 2003[19]
- Ring Around The Northwest Newsletter
  - Рестлер года (1976)[20]
- World Wrestling Entertainment
  - Зал славы WWE (2004)[4]
- Wrestling Observer Newsletter
  - Лучший комментатор (1987—1990)[21]